# زنبورماهی خال‌چشمی
زنبورماهی خال‌چشمی(نام علمی: Apistus carinatus) نام یک گونه از تیره عقرب‌ماهیان است.